# Clarice di Durisio
Clarice di Durisio, levde under 1400-talet, var en italiensk läkare. 
Hon studerade vid universitetet i Salerno. Hon specialiserade sig på oftalmologi och fick en licens för att kunna behandla kvinnor. 
Hon räknas till en av de så kallade damerna i Salerno.